# Font de Sas
La Font de Sas és una font d'aigua a la vall de Mosquera, a la serra d'Espadà, dins del terme municipal d'Assuévar, a la comarca de l'Alt Palància. Les aigües que brollen de la font de Sas són envasades i comercialitzades. Cada any s'envasen prop de 15 milions de litres d'aigua provinents de la font del Sas.
Ja a principis del segle xx, els habitants de l'entorn distribuïen l'aigua del Sas per la ciutat de València i voltants. El consistori, al qual hi pertany la titularitat de la font, repartia etiquetes i taps normalitzats, però no hi havia cap mena de control en la producció. L'any 1984, l'ajuntament d'Assuévar crea una planta envasadora per tal de complir amb les ordenaments de salubritat i higiene. El 1995, la planta esdevé l'empresa municipal "Aguas de Azuébar, S.L.". Privatitzada l'any 2010, la mercantil encarregada de la planta d'embotellament no va poder fer front a les pèrdues i va tancar el 2013.